# Allocosa pylora
Allocosa pylora este o specie de păianjeni din genul Allocosa, familia Lycosidae, descrisă de Chamberlin în anul 1925. Conform Catalogue of Life specia Allocosa pylora nu are subspecii cunoscute.